# 叶恭弘
叶恭弘（其中「叶」讀作「ㄒㄧㄝˊ」，此處不是「葉」的簡化字）（1970年12月16日—），是日本北海道出身的漫畫家。代表作是《漂亮臉蛋》、《魔法零蛋》。

## 作品列表

### 漫画作品

#### 连载作品
- 漂亮臉蛋（プリティフェイス） 全6卷
  - 漂亮臉蛋番外篇 你跑我追修學旅行：收录于第6卷
- 魔法零蛋（エム×ゼロ）全10卷
- 鏡之國的針栖川（鏡の国の針栖川）全3卷
- KISS×DEATH（少年Jump+）全7卷
- 殺手女孩 KILL ME（きるる KILL ME、少年Jump+）

#### 短篇集
- 黑色城市（BLACK CITY）
  - BLACK CITY
  - 两个惠太
  - PROTO ONE
  - JEWEL OF LOVE
- 東京螞蟻（TOKYO ANTS）
  - TOKYO ANTS
  - ENMA
  - enma
  - 蝶-swallow tail-
- 白雪闇姬（Snow in the Dark）
  - MP0
  - SHE MONKEY
  - Snow in the Dark
  - 桐野佐亞子與夥伴們（原作：二戶原太輔）

#### 单行本未收录作品
- MIDNIGHT MAGIC（原作：夢幻）
- ドキドキSUMMER BEACH
- 赤ずきんエリーザ
- L∞P

### 插画
- MIDNIGHT MAGIC（全7卷·原作：夢幻）
- 《龍珠》完全版15卷初版特典 - 寄稿
- （《烏龍派出所》连载30周年纪念书籍） - 寄稿

### 其他
- （《鼻毛真拳》PC游戏） - 参与制作

## 助手
- 遠藤達哉
- 加地君也
- 道元宗紀
- 芥見下下

## 外部連結
- （日語）